# Hemiscopis intermedialis
Hemiscopis intermedialis là một loài bướm đêm trong họ Crambidae.